# Список военных аэродромов России
После реформы 2008—2009 годов из 245 военных аэродромов в России осталось около 70 активно действующих, остальные ныне законсервированы или используются эпизодически. В ближайшие годы[когда?] процесс сокращения сети военных аэродромов продолжится, таким образом в стране останется лишь 27 основных военных аэродромов. Большинство аэродромов было построено в советский период (в 1950-е — 1970-е годы).
В ноябре 2011 года СМИ сообщили, что за текущий год в России отремонтировано 26 военных аэродромов, в перспективе планируется поэтапное восстановление остальных аэродромов. Капитальный ремонт взлётно-посадочной полосы на одном аэродроме стоит около 8 миллиардов рублей.
В январе 2012 года СМИ сообщили, что до 2020 года в интересах ВВС РФ планируется провести полную реконструкцию существующей аэродромной сети в местах базирования военной авиации; таким образом, речь идёт не обо всех военных аэродромах, а о регулярно используемых (их не более нескольких десятков).
Точный количественный и качественный состав авиации Вооружённых сил Российской Федерации является секретной информацией. Приведённые ниже данные собраны по открытым источникам и могут быть заведомо ложными или неточными.
Источники:

## Список военных аэродромов ВКС России
Красный — аэродромы, которые заброшены или разобраны.
Жёлтый — аэродромы, использующиеся гражданской авиацией или авиаремонтными заводами.
Зелёный — аэродромы, которые эксплуатируются Вооруженными Силами Российской Федерации.
Не отмеченные цветом — аэродромы, судьба которых не ясна или оставлена комендатуре.
Согласно списку, ВС РФ эксплуатируют 130 аэродромов, 85 аэродромов были заброшены, 29 аэродромов используются гражданской авиацией и аваиаремонтными заводами.
| Наименование аэродрома                  | Индекс*                   | ВПП                                    | Типы базирующихся воздушных судов                                                                                               | Вид войск, объединение, соединение, подразделение** | Примечания |
| --------------------------------------- | ------------------------- | -------------------------------------- | --- | --- | --- |
| Алакуртти, Мурманская обл.              | ЬЛМА                      | 2200х44                                | Ми-8, Ми-24 | ВВС > 6-я А ВВС и ПВО > 485-й ОВП → 85-я ОВЭ | Выведен из ЗГВ в 1990 году. 1 декабря 2009 года расформирован, АТ передана в Мончегорск и Левашово. Заброшен. |
| Алейск, Алтайский кр.                   | ЬНБЙ                      | 2500х45                                | МиГ-15 | Барнаульское ВАУЛ | ОВЭ расформирована в апреле 1995 года. Аэродром ликвидирован. |
| Алейск, Алтайский кр.                   | ЬНБЙ                      | 2500х45                                | Ми-4 → Ми-8 | РВСН > 33-я РА > 41-я РД > 3-я ОВЭ | ОВЭ расформирована в апреле 1995 года. Аэродром ликвидирован. |
| Амдерма, Ненецкий АО                    |                           |                                        | МиГ-19, Як-25м → (с1969г) Ту-128 → (с12.1986г) МиГ-31                                                                           | ПВО > 10-я ОА ПВО > 4-я дПВО > 72-й ГИАП → АвКмд | Аэродром совместного базирования. Полк базировался с 1958 по 1993 год. |
| Амдерма-2 (Рогачёво)                    | ЬЛДР                      | 2500х40                                | МиГ-17, МиГ-15УТИ | ПВО > 10-я ОА ПВО > 4-я дПВО > 991-й ИАП | 09.1972 перебазирован в Петрозаводск (Бесовец) |
| Амдерма-2 (Рогачёво)                    | ЬЛДР                      | 2500х40                                | Ан-72, Су-27, Ан-148, Ми-8 | ПВО > 10-я ОА ПВО > 4-я дПВО > 641-й ГИАП | Базировался с 09.1972. В 1993г. объединен с 431-м ИАП в 470-й ИАП (Африканда), аэродром используется эпизодически. |
| Анадырь (Угольный), Чукотский АО        | ЬХМА                      | 3500х60                                | До 1982 г. Як-28П | до 1982 г. 529 ИАП | Входил в состав Оперативной Группы Арктики (ОГА) дальней авиации. Используется гражданской авиацией. |
| Анадырь (Угольный), Чукотский АО        | ЬХМА                      | 3500х60                                | С 1982 по 1992 гг. Су-15ТМ | с 1982 по 1992 гг. 171 ИАП | Входил в состав Оперативной Группы Арктики (ОГА) дальней авиации. Используется гражданской авиацией. |
| Анапа (Витязево), Краснодарский кр.     | УРКА                      | 2500х45                                | Ка-27 | ВВС > ЧЦП > 709-й центр психофизиологической подготовки личного состава | Используется как гражданский аэропорт. Военный сектор сокращён до авиационной комендатуры. Используется гражданской авиацией. |
| Андреаполь, Тверская обл.               | ЬУЕА                      | 2500x49                                | | ВВС > КСпН > 16-я ВА > 28-й ГИАП | Полк расформирован в декабре 2009 г. Самолеты МиГ-29 переданы в Домну. Заброшен. |
| Армавир, Краснодарский кр.              | ЬРКР                      | 2500х40                                | Л-39, МиГ-29, Як-130 | ВВС > КВВАУЛ > УАвБ | |
| Архангельск (Васьково)                  | УЛАХ                      | 2441х32                                | н/д | ПВО > 10-я ОА ПВО > 359-й ОТАП, 125-я ОТАЭ | 359-й ОТАП расформирован в 1994 г., 125-я ОТАЭ существовала до 1998 г., аэродром как военный не используется с 1998 г. Используется гражданской авиацией.                                                                                              |
| Архангельск (Талаги)                    | УЛАА                      | 2500х44                                | Ми-8, Ан-26 | 6-я А ВВС и ПВО > 89-е ОАЗ → 45-я А ВВСиПВО СФ | Используется гражданской авиацией. |
| Астрахань (Приволжский)                 | ЬРАП                      | 2500х40 2500х48                        | МиГ-29; МиГ-29СМТ | ВВС > ЧЦП > 185-й ЦБПиБПр > 116 ЦБПр (ИА) | Аэродром полностью реконструирован к маю 2016 года |
| Африканда, Мурманская обл.              | ЬЛМФ                      | 2500х50                                | МиГ-15 → (с1955г) МиГ-17 → (с1960г) МиГ-19 → (с1973г) Су-15ТМ                                                                   | ПВО > 10-я ОА ПВО > 21-й кПВО > 431-й ИАП → 470-й ГИАП | Перебазирован в 1953 г., до 1960 г. 30-я ВА ПриБВО. В 1993 г. объединен с 641-м ГИАП в 470-й ГИАП. 1 сентября 2001 года 470-й ГИАП расформирован. Аэродром заброшен.                                                                                   |
| Ахтубинск, Астраханская обл.            | ЬРВХ                      | 4000х100 2500х80                       | Су-17М4, Л-39, Ту-95МС, Су-27СМ, МиГ-29, МиГ-31, Су-35С, Су-30СМ, Су-34, Су-57                                                  | ВВС > ЧЦП > 929-й ГЛИЦ > 267-й ЦПЛИ | |
| Ашулук, Астраханская обл.               | ЬРАК                      | 2650х40                                | Воздушные мишени. | ВВС > ЧЦП > 185-й ЦБПиБПр | |
| Ащебутак, Оренбургская обл.             | ЬВОА                      | 3400х100                               | | | ВПП демонтирована. |
| Багай-Барановка, Саратовская обл.       | ЬВСБ                      | 2478х40                                | Ан-26, Ан-72, Ми-8, Ми-24Р | СВ > ВРХБЗ > 395-я ОСАЭ → ВВС > ЧЦП > 929-й ГЛИЦ > 395-я ОИАЭ | В 2009 году переведен на ВВС |
| Бада, Забайкальский кр.                 | ЬИАБ                      | 2500х44                                | | ВВС > 14-я А ВВС и ПВО > 21-я САД > 313-й РАП | Закрыт, самолеты Су-24МР переданы на аэродром Шагол. |
| Балашов, Саратовская обл.               | ЬВСВ                      | 2000х48                                | Ан-24, Ан-26 | ВВС > КВВАУЛ > УАвБ | (en) |
| Балтийск                                |                           |                                        | | н/д | Не используется, разрушен. (en) |
| Барнаул (Михайловка)                    | УНББ                      | 2850х50                                | Ми-8 | | Используется гражданской авиацией. |
| Барнаул (Сибирский)                     | ЬНБР                      |                                        | Ми-8 | РВСН > 33-я РА > 35-я РД > 337-я ОВЭ → АвКмд | ОВЭ расформирована, ЛС и АТ переданы в АвБ Новосибирск (Толмачёво) |
| Барнаул (Панфилово)                     |                           |                                        | | ВВС > ЧЦП > УЗ > Барнаульское ВВАУЛ > 44-й УАП | Полк расформирован, аэродром используется малой авиацией. |
| Батайск, Ростовская обл.                | ЬРРБ                      | 2000х40                                | МиГ-15 → Л-29 → Л-39 | ВВС > ЧЦП > Батайское ВАУЛ → ЕВВАУЛ > 801-й УАП | Полк расформирован в 1993 году. |
| Батайск, Ростовская обл.                | ЬРРБ                      | 2000х40                                | Ми-8 | 326-я ОВЭ | часть расформирована, аэродром в настоящее время не используется |
| Безенчук, Самарская обл.                | ЬВВБ                      | 1200х30                                | | ВВС > ЧЦП > УЗ > Сызранский ВАИ > 109-й УВП | 109-й УВП расформирован в 2003 г. |
| Белая, Иркутская обл.                   | УИИБ                      | 4000х80                                | Ту-22М3, Ту-22МР, Ту-95МС | ВВС > 37 ВА ВГК(СН) > 326-я ТБАД > 200-й ГТБАП | В декабре 2009 переформирован в авиабазу. С декабря 2010 — авиагруппа. |
| Безречная, Забайкальский кр.            |                           |                                        | Ла-7 → (с 1951 г) МиГ-15 → (с 1955 г) МиГ-17 → (с 1971 г) Су-ТМ                                                                 | ПВО > 14-я ОА ПВО > 26-я дПВО > 22-й ИАП | Передислоцирован 18.02.1947. Расформирован осенью 1992 г. Аэродром разобран. |
| Бельбек, Крым                           |                           |                                        | Су-27СМ, -Су27УБ, Су-30М2, Ка-52, МиГ-31                                                                                        | ВВС > 4-я гв. А ВВС и ПВО > 27-я САД > 38-й ИАП | - |
| Бердск-Центральный, Новосибирская обл.  | ЬННБ                      | 400х40                                 | Ми-6, Ми-8, Ми-24 | СВ > СибВО > 41-я ОА > 9-я ОВЭ | Выведена из ЗГВ 29 июня 1993 года. Расформирована в 1997 году. |
| Бердск-Центральный, Новосибирская обл.  | ЬННБ                      | 400х40                                 | Ми-8, Ми-24 | ВВС > 14-я А ВВС и ПВО > 337-й ОВП БиУ | Выведен из ЗГВ 4 июня 1994 года. Расформирован, АТ передана в АвБ Новосибирск (Толмачёво) |
| Бердск-Центральный, Новосибирская обл.  | ЬННБ                      | 400х40                                 | Ан-2, Ми-2, PZL-104 Wilga | ДОСААФ | используется как спортивный. |
| Борисоглебск, Воронежская обл.          | ЬУОБ                      | 2500х40                                | Су-25, L-39, Як-130 | ВВС > КВВАУЛ > УАвБ | Раньше было Борисоглебское ВВАУЛ. |
| Братск, Иркутская обл.                  | УИББ                      | 3160х60                                | Ту-128 → (с1988г) МиГ-31 | ПВО > 14-я ОА ПВО > 39-й кПВО > 350-й ИАП | Перебазирован в 1985 году. Расформирован в июне 2002 года. |
| Братск, Иркутская обл.                  | УИББ                      | 3160х60                                | Ан-26, Ми-8 | 14-я А ВВС и ПВО > 11-й апсо | Аэродром совместного базирования. Базируется с 09.2002 года. Входит в отап аэр Кольцово. |
| Будённовск, Ставропольский кр.          | ЬРМБ                      | 2500х40                                | Ми-8, Ми-24, Ми-24ПН, Ми-28 | ВВС > 4-я гв. А ВВС и ПВО > 6971-я АвБ → 387 АвБ (АА) | |
| Будённовск, Ставропольский кр.          | ЬРМБ                      | 2500х40                                | Су-25 | ВВС > 4-я гв. А ВВС и ПВО > АГ 6972 АвБ | |
| Бутурлиновка, Воронежская обл.          | ЬУОИ                      | 2500x40                                | Су-34, Су-25, Ил-76 | ВВС > 6-я А ВВС и ПВО > 105-я САД > 899-й ГШАП | Расформирован в 2010 г. В июне 2014 года стало известно о восстановлении 899-го ГвШАП к 2017 году. |
| Варфоломеевка, Приморский кр.           | ЬХИФ                      | 2500×40-42                             | Су-24МР | ВВС > 11-я А ВВС и ПВО > 303-я САД > 799-й ОРАП | |
| Ватега, Архангельская обл.              |                           | 3500х80                                | | | Заброшен недостроенным в 1995 г. |
| Великий Новгород (Кречевицы)            | УЛЛК                      | 2000х60                                | Ил-76МД | ВВС > 61 ВА ВГК (ВТА) > 110-й ВТАП | 14 октября 2009 года 110-й ВТАП расформирован. Аэродром заброшен. (en) |
| Веретье (Остров), Псковская обл.        | ЬЛОС                      | 3480х80                                | | ЦБПиПЛС МА ВМФ | передислоцирован |
| Веретье (Остров), Псковская обл.        | ЬЛОС                      | 3480х80                                | Ми-8, Ми-26, Ми-28, Ми-35, Ка-52                                                                                                | 15-я Бр АА | |
| Верино                                  |                           |                                        | н/д | н/д | |
| Весёлое, Крым                           |                           | 3240х50                                | Ил-28 | ВМФ > ЧФ > 2-я ГМТАД > 1817-й МТАП → 981-й МТАП | Перебазирован в 1952 г. Расформирован 13.09.1960 г. |
| Весёлое, Крым                           | Ту-16 → (с1985) Ту-22М3   | 3240х50                                | ВМФ > ЧФ > 2-я ГМРАД > 5-й ГМТАП                                                                                                | Перебазирован в 1960 г. Расформирован 15.11.1994 г. | |
| Владивосток (Кневичи)                   | УХВВ                      | 3500х60 2500х60                        | Ту-22М2 Ту-22М3, Ту-16 | ВМФ > ВВС ТОФ > 25-я МРАД > 183-й МРАП | Аэродром совместного базирования. Расформирован вместе с МРАД 12.1993г. |
| Владивосток (Кневичи)                   | УХВВ                      | 3500х60 2500х60                        | Ан-12, Ан-26, Ту-104, Ту-134, Ту-154                                                                                            | ВМФ > ВВС ТОФ > 593-й ОТАП → 71-я ОТАЭ | |
| Владивосток (Кневичи)                   | УХВВ                      | 3500х60 2500х60                        | 153-й АРЗ | | |
| Владимир (Семязино)                     | УУБЛ                      | 1909x42                                | Ан-26, Ми-8МТВ-5 | 6-я армия ВВС и ПВОсмешанная авиационная эскадрилья 33-й отсап (Владимир, Семязино аэродром) Ранее 98-й осаэ войска РВСН, передан в ВВС в 2011 г. | Аэродром совместного базирования. С 2014 г. Входит в 33 ОТСАП (Левашово) |
| Владикавказ (Беслан)                    | УРМО                      | 3000х45                                | н/д | н/д | Используется гражданской авиацией) |
| Воздвиженка, Приморский кр.             | ЬХВЖ                      | 3000                                   | Ту-22М3 | ВВС > 37 ВА ВГК (СН) > 326-я ТБАД > 444-й ТБАП 523 АПИБ | Полк расформирован, аэродром используется 322-м АРЗ. |
| Возжаевка, Амурская обл.                | ЬХБВ                      | 2450х40                                | н/д | ВВО > 3-е К ВВС и ПВО > 8983-я АвБ (1 разряда) → 188 АвКмд | (en) |
| Волгоград (Бекетовка)                   | ЬРВБ                      | 1500х40                                | н/д | н/д | С конца 1990-х используется как спортивный аэродром для полётов на самолётах Як-52 и парапланах, выброски парашютистов с самолётов Ан-2, а также для автогонок.                                                                                        |
| Волгоград (Мариновка)                   | ЬРВМ                      | 2500х44                                | Су-24МР, Су-24М | ВВС > 4-я гв. А ВВС и ПВО > 2-я ОРАЭ → 11-й САП | |
| Вольск, Саратовская обл.                | ЬВВВ                      | 1900х100                               | аэростаты | ВВС > ЧЦП > 929-й ГЛИЦ > ? ВНИЦ | |
| Воркута (Советский)                     | ЬУЫК                      | 3500х78                                | н/д | Авиация ФСБ | Используется гражданской авиацией и ФСБ |
| Воронеж (Балтимор)                      | ЬУОВ                      | 2500x48                                | Су-24М, Су-24МР, МиГ-25РБ, Су-34                                                                                                | ВВС > КСпН > 16-я ВА > 105-я САД > 455-й БАП | Преобразован в 7000 АвБ. На реконструкции 2013-2015 гг., АТ временно перебазирована на аэр. Бутурлиновка. |
| Воронеж (Балтимор)                      | ЬУОВ                      | 2500x48                                | Ан-30 | ВВС > КСпН > 16-я ВА > 183-й ОДРАО | |
| Выборг (Вещево), Ленинградская обл.     |                           | 2500х40                                | МиГ-21смт → Су-17м2 | 76-я ВА ЛенВО > 66-й АПИБ → (с1989г) ВВС БФ > 66-й ОМШАП | Передислоцирован осенью 1978 г. Расформирован 1 декабря 1993 года, аэродром закрыт, ВПП демонтирована. (en) |
| Вязьма (Двоевка), Смоленская обл.       | ЬУМР                      | 2000x50                                | МиГ-15 → Л-29 → Л-39, Л-410 | Вяземский УАЦ ДОСААФ | Существует как Вяземский аэроклуб, в его составе пилотажная группа «Русь» |
| Вязьма (Двоевка), Смоленская обл.       | ЬУМР                      | 2000x50                                | Ми-6, Ми-8мтш, Ми-8смв, Ми-8ппа, Ми-24                                                                                          | ВВС > 16-я ВА > 6-я ОВЭ РЭБ | Выведена из ЗГВ 02.09.1992. Расформирована 01.09.1997. |
| Вязьма (Двоевка), Смоленская обл.       | ЬУМР                      | 2000x50                                | Ми-8, Ми-24, Ка-52 | ВВС > 16-я ВА > 440-й ОВП БиУ → 378 АвБ (АА) | |
| Галёнки, Приморский кр.                 | ЬХИГ                      | 2520x40                                | Су-25 | ВВС > 11-я А ВВС и ПВО > 303-я САД > 18-й ГШАП | Расформирован 1 декабря 2009 года. |
| Гаровка-2                               | ЬХХГ                      |                                        | Ми-8, Ми-6 → Ми-26 | ВВС > 11-я А ВВС и ПВО > 825-й ОТБВП | Полк расформирован, ЛС и АТ переданы в АвБ Хабаровск (Большой). |
| Гвардейское (Крым)                      | УКФГ                      |                                        | Су-24, Су-25 | ВВС > 4-я гв. А ВВС и ПВО > 27-я САД > 37-й САП | Ранее базировались Ту-16 МРА ВМФ СССР. В 2014 году оккупирован Россией. |
| Гдов (Смуравьёво)                       | ЬЛЛГ                      | 2500х44                                | Су-24 | ВВС > 6-я А ВВС и ПВО > 149-я САД > 722-й БАП | Расформирован в декабре 2009. Самолеты частично (1 АЭ) переданы в Морозовск. Аэродром заброшен. |
| Гирвас                                  | ЬЛПГ                      | 2200х40                                | н/д | | Расформирован. Аэродром заброшен. |
| Гиссар (Таджикистан)                    |                           |                                        | Су-25, Ми-8, Ми-24 | СВ > 21-я ОМСБР > 6976-я АБ | Часть выведена в РФ. |
| Горелово                                | ЬЛЛЕ                      | 2500х60                                | н/д | ВВС > ЧЦП > 419-й АРЗ | Использует 419-й АРЗ |
| Грозный (Северный)                      | УРМГ                      | 2500х45                                | н/д | н/д | Использует гражданская авиация. |
| Грозный (Ханкала)                       |                           |                                        | Ми-8, Ми-24, Ми-26 | н/д | |
| Громово (Саккола)                       | ЬЛЛЙ                      | 2500х36                                | Ми-8, Ан-26 | н/д | (en) С 2014 г. Входит в 33 ОТСАП (Левашово) |
| Джанкой                                 |                           | 2500х50                                | Ан-12 → (с1974г) Ил-76 | ВВС > ВТА > 7-я ВТАД > 369-й ВТАП | После 1991 г. передан Украине. Расформирован после 1994 года. |
| Джанкой                                 | Ми-8, Ми-28, Ми-35, Ка-52 | 2500х50                                | ВВС > 4-я гв. А ВВС и ПВО > 27-я САД > 39-й ВП                                                                                  | | |
| Джида                                   | ЬИИД                      | 2500х40 2500х32                        | Су-24М | ВВС > 14-я А ВВС и ПВО > 21-я САД > 2-й ГБАП | База закрыта осенью 2010г. ЛС и АТ перебазированы на аэродром Шагол. |
| Добрынское                              | ЬУДД                      | 1800x80                                | Ми-8, Ми-26 | | Был военным после передан в 172-я ОСАЭ МЧС РФ после заброшен. |
| Домбаровский, Оренбургская обл.         | ЬВТД                      | 2500х50                                | МиГ-23 | ПВО > 4-я ОА ПВО > 412-й ИАП | Заброшен. |
| Домна                                   | ЬИАД                      | 2500х44                                | МиГ-21 → (с1978г) МиГ-23 → (с1993г) МиГ-29 → (с2013г) Су-30см, + (с2009г) Су-25                                                 | ВВС > 23-я ВА ЗабВО → 14-я А ВВС и ПВО > 26-я дПВО > 120-й ИАП → АвБ | Перебазирован 09.1969г. из 26-й ВА БелВО |
| Донгузский, Оренбургская обл.           |                           | 2500х190                               | | | Заброшен. |
| Донское, Оренбургская обл.              | ЬМВД                      | 500х40                                 | Ка-27, Ка-29 | ВМФ > ВВС БФ > 396-я ОКПВЭ | |
| Дорохово                                | ЬУЕД                      | 2506x48                                | Су-27 | ВВС > КСпН > 32-й кПВО > 611-й ИАП | В сентябре 2009 года полк расформирован. Аэродром заброшен. |
| Егорлыкская                             | ЬРРЛ                      | 1500х40                                | Ми-8, Ми-26 | ВВС > 4-я гв. А ВВС и ПВО > 325-й ОТБВП | Расформирован в 2010г. Плиты аэродрома демонтируются и увозятся в Зерноград |
| Егорьевск                               | ЬУМГ                      | 575x60                                 | БПЛА | ВВС > ЧЦП > 924-й ЦБПиПЛС ЧБПС | Использует частная авиация. |
| Ейск                                    | УРКЕ                      | 2502х40 2500х40                        | Л-39, Ту-134УБЛ, Ту-154, Ил-38, Ан-26, Ка-32                                                                                    | ВВС > 4-я гв. А ВВС и ПВО > 1-я ГСАД > 959-й БАП. | В 2009 году расформирован. В настоящее время ЦБП и ПЛС МА ВМФ России. |
| Екатеринбург (Арамиль)                  | УССК                      | 1803x40 1500х70                        | Ми-8 | Авиация ВВ МВД РФ > 9-я ОАЭ МВД РФ | |
| Екатеринбург (Арамиль)                  | УССК                      | 1803x40 1500х70                        | Ми-8 | ВВС > ЧЦП > 695-й АРЗ | Использует 695-й АРЗ. |
| Екатеринбург (Кольцово)                 | УССС                      | 3026x53 2504x45                        | Ми-8, Ан-12, Ан-26, Ан-72, Ан-148, Ту-134, Л-410                                                                                | ВВС > 5-я А ВВС и ПВО > 30-я АвБ → 14-я А ВВС и ПВО > 32-й ОТСАП | Аэродром совместного базирования. |
| Ермолино                                | УУВЕ                      | 3000x60                                | Ан-72, Ан-26, Ан-12, Ил-76, Ми-8                                                                                                | Авиация ВВ МВД РФ > 70-й ОСАПОсН МВД РФ | |
| Ермолино                                | УУВЕ                      | 3000x60                                | Ан-26, Ан-72 | РВСН > ГК > 349-я ОАЭ РВСН | В 2014 г. вошла в 33-й ОТСАП (Левашово) |
| Завитинск, Амурская область             |                           | 3025х58                                | Ту-16, Ан-12 | 930-й ОТП | Полк расформирован 1 мая 1998 года. Аэродром заброшен |
| Зерноград                               | ЬРРГ                      | 2506х40                                | МиГ-29 | ВВС > 4-я гв. А ВВС и ПВО > 51-й кПВО > 31-й ГИАП | 15.06.1993 выведен из ЗГВ. Расформирован в 2009 г. АТ передана в Миллерово |
| Зерноград                               | ЬРРГ                      | 2506х40                                | Ми-8, Ми-26, Ми-28Н, Ми-35, Ка-52                                                                                               | ВВС > 4-я гв. А ВВС и ПВО > 16-я Бр АА | Передислоцирована из Ростов-на-Дону |
| Иваново (Северный)                      | ЬУДИ                      | 2300x40                                | Ил-76М, Ил-76МД , Ил-76МД-М , Ил-76МД-90A А-50                                                                                  | ВВС > 61-я ВА ВГК (ВТА) > 610-й ЦБП и ПЛС ВТА | |
| Иркутск                                 | УИИР                      | 2500х60                                | Ан-12, Ан-30 | ВВС > 37 ВА ВГК(СН) > 181-я ОАЭ | В 2010 г. эскадрилья расформирована. Аэродром «Иркутского авиазавода». |
| Йошкар-Ола (Данилово)                   | ЬВКД                      | 2360х40                                | Ми-8 | РВСН > 14-я РД > 108-я ОВЭ | |
| Итуруп (Буревестник)                    | УХСБ                      |                                        | Ми-8АМТШ | 101-й ОВО → АГ 573-й АвБ (АА) | Не используется. |
| Калино                                  |                           |                                        | н/д | н/д | |
| Калуга (Орешково)                       | ЬУБГ                      | 2000x50                                | Ми-8, Ми-24 | ВВС > КСпН > 16-я ВА > 45-й ОВП | Полк расформирован в 2010 г. Оставлена АвКмд для охраны и поддержания запасным. Используется частной авиацией. |
| Камбала (Казахстан)                     |                           | 2950х44                                | Ми-8 | РВСН > 4-й ГЦП > 54-я ОВЭ | |
| Каменск-Уральский                       | ЬССУ                      | 2700x48                                | Ми-8 | ВВС > 14-я А ВВС и ПВО > АвБ (АА) | Авиабаза передислоцирована из Троицка. |
| Камень-на-Оби                           | ЬНБК                      | 2500х39                                | Л-29 | ВВС > ЧЦП > УЗ > Барнаульское ВВАУЛ > 96-й УАП | Заброшен. |
| Канск (Дальний)                         | ЬНКГ                      | 2566х40                                | МиГ-31 | ВВС > 14-я А ВВС и ПВО > 41-я дПВО > 712-й ГИАП → АГ 6980-й АвБ | (en) |
| Канск (Восточный)                       |                           | 1000х30                                | Ми-8 | РВСН > 23-я РД > 261-я ОВЭ | Ранее аэродром совместного базирования. Закрыт в 2002 году. Все строения снесены. ВПП используется МЧС России |
| Канск (Центральный)                     | ЬНКН                      | 2000х60                                | ТУ-95, Ил-76, Ан-12 | Ремонтно мастерская база | Закрыт в 1995 году. Личный состав и техника переведена в Иркутск. Заброшен |
| Кант (Киргизия)                         | УАФВ                      |                                        | Ми-8, Су-25, Л-39 | ВВС > 5-я А ВВС и ПВО → 2-е К ВВС и ПВО → 14-я А ВВС и ПВО > 999-я АвБ | |
| Капустин Яр                             | ЬРВФ                      | 1200х42                                | Ан-72, Ан-26, Ми-8 | РВСН > 4-й ГЦП > 158-й ОСАП → 35-я ОСАЭ → ВВС | В 2010 году на базе 158 отдельного смешанного авиационного полка (Капустин Яр) сформирована в 35-я отдельная смешанная авиаэскадрилья (в/ч 33782) |
| Карталы                                 |                           |                                        | Ми-8 | РВСН > 59-я РД > 80-я ОВЭ | Часть расформирована в 2002 году. Аэродром заброшен. |
| Касимово                                | ЬЛЛН                      | 2000х40                                | Ми-8, Ми-24 | ВВС > 6-я А ВВС и ПВО > 172-й ОБВП → 714-я БХВ | Расформирован в 2007 г. Используется частной авиацией. |
| Кача                                    | УКФК                      |                                        | Ка-27 | ВМФ > ВВС ЧФ > 872-й ОКПЛВП | |
| Кача                                    | УКФК                      | Ан-2, Ан-12, Ан-24, Ан-26, Бе-12, Ми-8 | ВМФ > ВВС ЧФ > 917-й ОСАП | | |
| Кемерово                                | ЬНКМ                      | 650х80                                 | н/д | н/д | Используется как гражданский аэродром. |
| Кинель-Черкассы                         | ЬВВЛ                      | 2000х50                                | Ми-8, Ми-26 | ВВС > 5-я А ВВС и ПВО > 793-й ОТБВП | Выведен из Телави в 1993г. Расформирован в 2009 г. АТ в Ростов-на-Дону. Аэродром заброшен. |
| Килпъявр                                | ЬЛМВ                      | 2500х44                                | МиГ-15 → МиГ-17 → Су-9 → МиГ-23 → Су-27                                                                                         | ПВО > 10-я ОА ПВО > 21-й кПВО > 941-й ИАП | Расформирован в 2009 году. АТ и ЛС переведены Петрозаводск (Бесовец). Аэродром заброшен. |
| Кировское (Крым)                        |                           |                                        | | ВВС > ЧЦП > 929-й ГЛИЦ > | В 2014 году аэродром оккупирован ВВС России. Бывший летно-испытательный центр Воздушных сил Украины. |
| Кирсанов                                | ЬУВК                      | 2000х40                                | н/д | н/д | Аэродром заброшен. |
| Климово                                 |                           |                                        | н/д | н/д | Аэродром заброшен. |
| Ключи                                   |                           | Ан-26, Ми-8                            | РВСН > 84-й ОСАП → ВВС > 11-я А ВВС и ПВО > 35-й ОТСАП > САЭ                                                                    | С 2015 г. Входит в 35-й ОТСАП (Хабаровск) | |
| Козельск                                | ЬУБИ                      | 520x50                                 | Ми-8 | РВСН > 27-я гв.РА > 28-я РД > 38-я ОВЭ | Расформирован в 2009 г. |
| Комсомольск-на-Амуре (Дземги)           | УХКД                      |                                        | Су-27, Су-27СМ, Су-30М2, Су-35С                                                                                                 | ВВС > 11-я А ВВС и ПВО > 25-я дПВО > 23-й ИАП | |
| Кореновск                               | ЬРКО                      | 1800х50 380х40                         | Ми-8, Ми-8АМТШ, Ми-24, Ка-52 | ВВС > 4-я гв. А ВВС и ПВО > 393-я АвБ (АА) | |
| Корсаков                                |                           |                                        | н/д | н/д | |
| Коса                                    |                           |                                        | н/д | н/д | |
| Кострома (Сокеркино)                    | УУБА                      | 1700x50                                | н/д | н/д | Использует гражданская авиация. |
| Котельниково                            | ЬРРК                      | 2500х40 2500х40                        | Л-39 | ВВС > ЧЦП > УЗ > КВВАУЛ > УАвБ (2 разряда) | |
| Краснодар                               | ЬРКЛ                      | 2512х40                                | Су-25 | ВВС > 4-я гв. А ВВС и ПВО > 1-я ГСАД > 461-й ШАП | Расформирован в 2010 г. Аэродром использует АРЗ. |
| Кремово (Озёрная Падь)                  |                           | 2500×48                                | Су-24М | ВВС > БАП | Закрыт в 1998-м году, техника передана на аэр Хурба. |
| Крымск                                  | ЬРКВ                      | 2500х48                                | Су-27СМ, Су-30М2, Ка-27 | ВВС > 4-я гв. А ВВС и ПВО > 6972-я АвБ | С 2011 по 2013 год аэродром проходит реконструкцию, техника временно перебазирована в Морозовск. |
| Кубинка                                 | УУМБ/ЬУМБ                 | 2500x80                                | Ми-8, Ан-12, Ан-26, Ан-30, Ту-134, Ил-20                                                                                        | ВВС > КСпН > 16-я ВА > 226-й ОСАП | Также используется 121-м АРЗ. (en) |
| Кубинка                                 | УУМБ/ЬУМБ                 | 2500x80                                | Л-39, МиГ-29, Су-27, Су-30 | ВВС > КСпН > 16-я ВА > 237-й ЦПАТ | Также используется 121-м АРЗ. (en) |
| Купино                                  | ЬННК                      | 2500х40                                | МиГ-15 → Су-9 → (с1980г) МиГ-23мл/млд                                                                                           | ПВО > 14 ОА ПВО > 20-я дПВО > 849-й ИАП | Передислоцирован 18.06.1962. Расформирован 08.1998. Аэродром закрыт. |
| Курск-Восточный (Халино)                | УУОК                      | 2500x40                                | МиГ-29СМТ, Су-30СМ | ВВС > КСпН > 6-я А ВВС и ПВО > 14-й ГИАП | Аэродром совместного базирования. |
| Кущевская                               | ЬРРД                      | 2806х40                                | Л-39, Су-25, Су-27, МиГ-29 | ВВС > КВВАУЛ > УАвБ (2 разряда) | |
| Лахта                                   | ЬЛАЛ                      | 3000х60                                | | ВМФ > 574-й МРАП | В настоящее время не используется. Второе название - Катунино (Архангельск). (en) |
| Лебяжье                                 | ЬРВЛ                      | 2500х44                                | Су-24 | ВВС > 5-я А ВВС и ПВО > 1-й ГИБАП | В 2009 году, полк расформирован АТ (Су-24 и Су-24МР) переданы на АвБ Мариновка и Черняховск, аэродром подлежит консервации. (en) |
| Левашово                                | ЬЛЛЖ                      | 2728х40                                | Ми-8, Ан-12, Ан-26, Ан-72, Ан-148, Ту-134, Л-410                                                                                | ВВС > 6-я А ВВС и ПВО > 33-й ОТСАП | С 2014 г. на аэродроме сформирован 33-й ОТСАП (отдельный транспортный смешанный авиационный полк). |
| Летнеозёрский                           |                           | 2500х35                                | МиГ-15 → МиГ-17 Як-25 → Як-28п → МиГ-25п                                                                                        | ПВО > 10-я ОА ПВО > 23-я дПВО > 524-й ИАП | Полк расформирован в 1994 году. В настоящее время не используется. |
| Липецк-2                                | ЬУВЛ                      | 3000x60                                | МиГ-29, Су-24М, Су-25, Су-27, Су-30см, Су-34, Су-35                                                                             | ВВС > ЧЦП > 4-й ЦБПиПЛС > 968-й ИИСАП | (en) |
| Липецк-2                                | ЬУВЛ                      | 3000x60                                | н/д | ВВС > ЧЦП > 4-й ЦБПиПЛС > 4020-я БРС | (en) |
| Лодейное Поле                           | ЬЛПО                      | 2500х60                                | МиГ-15 → МиГ-17 → (с1962г) Су-9 → (с1980г) МиГ-23м → (с1994г) Су-27                                                             | ВВС > 6-я А ВВС и ПВО > 54-й кПВО > 177-й ИАП → АвКмд | Расформирован в 2009 г. АТ в Петрозаводск (Бесовец). |
| Луостари (Печенга)                      |                           | 1750x50                                | н/д | | ВМФ. |
| Луховицы (Третьяково)                   |                           | н/д                                    | МиГ-23, МиГ-29, МиГ-29К/КУБ | Луховицкий авиационный производственно-испытательный комплекс (ЛАПИК) > Производственный корпус №1 Луховицкого машиностроительного завода корпорации "МиГ" > Луховицкое авиационное училище > Луховицкий авиационный завод (ЛАЗ) им. П. А. Воронина - филиал АО "РСК "МиГ" > Лётно-испытательный центр им. А. В. Федотова | ВВС. |
| Майкоп (Ханская)                        | УРКХ                      | 2500х40                                | Л-39, МиГ-23 | ВВС > ЧЦП > УЗ > КВВАУЛ > УАвБ (2 разряда) | |
| Малино                                  | ЬУММ                      | 1800х80                                | Ми-8 | ВВС > ЧЦП > 8-я АДОН > 206-я АвБ (ОН) | Не используется с 2011 года. |
| Миллерово                               | ЬРРИ                      | 3005х48                                | МиГ-29 | ВВС > 7-я бригада ВКО > 6969-я АвБ | |
| Мичуринск                               | ЬУВМ                      | 2200x40                                | Л-39, Як-130 | ВВС > ЧЦП > УЗ > КВВАУЛ > УАвБ (2 разряда) | (en) |
| Моздок                                  | ЬРМФ                      | 2960х80 3500х80                        | Ту-95 | ВВС > ДА > 201-я ТБАД > 182-й ТБАП | Аэродром используется Дальней Авиацией ВКС России. |
| Монино                                  |                           | 1500x40                                | н/д | ВВС > ЧЦП > УЗ > ВВА им. Гагарина | ВПП демонтирована, на месте аэродрома жилая застройка. (en) |
| Мончегорск (Сургуч)                     | ЬЛМГ                      | 2400х40                                | Су-24МР МиГ-31Бм,Су-24М | ВВС > 6-я А ВВС и ПВО > 98-й ОГРАП → (с12.2013г) 98-й ОСАП | |
| Морозовск                               | УРРМ                      | 2500х40                                | Су-24М, Су-34 | ВВС > 7-я бригада ВКО > 6970-я АвБ | |
| Моршанск                                | ЬУВО                      | 3500х44                                | Су-15, Миг-31 | ПВО > МО ПВО > 16-й кПВО > 153-й ИАП | Полк расформирован в 2001 году. Аэродром заброшен. |
| Москва (Волосово)                       | ЬУМВ                      | 600х100                                | н/д | н/д | ВПП демонтирована. |
| Мулино                                  | н/д                       | 500х40 550х40                          | Ми-8, Ми-24, Ми-26, Ми-28, Ка-50, Ка-52 и их модификации                                                                        | ВВС > 16-я ВА > 469-я АвКмд | Часть выведена из состава 16-я ВА, включена в состав 4-го ЦБПиПЛС. В 2012-2013 гг. проведена реконструкция (расширение) ВПП. |
| Нальчик                                 | УРМН                      | 2200х42                                | Ан-12 | ВВС > ЧЦП > 929-й ГЛИЦ > 368-я ОСАЭ | Использует гражданская авиация. |
| Нарьян-Мар                              | УЛАМ                      | 2560х40                                | н/д | н/д | Использует гражданская авиация. |
| Нерчинск                                | УИАН                      | 324х40                                 | | ВВС > 14-я А ВВС и ПВО > 112-й ОВП | Аэродром закрыт. |
| Нивенское                               | ЬМВН                      |                                        | н/д | н/д | Аэродром закрыт в 2002 году, вся техника выведена в Чкаловск. |
| Нижний Тагил (Салка)                    | ЬССН                      | 2500x40                                | н/д | ВВС > 5-я А ВВС и ПВО > 765-й ИАП | Полк расформирован в 1994 году. С 2005 года Салка — экспериментальный аэродром ФКП «НТИИМ». (en) |
| Николаевка (Приморская)                 | ЬХВЕ                      | 2800x60                                | Ил-18, Ил-38 | ВМФ > ВВС ТОФ > 71-я ОВТАЭ | |
| Николаевка (Приморская)                 | ЬХВЕ                      | 2800x60                                | Ил-38, Ка-27, Ка-29 | ВМФ > ВВС ТОФ > 289-й ОПАП | |
| Новосибирск (Толмачёво)                 | УННТ                      | 3600х60 3607х45                        | Ан-12, Ан-26, Ту-134, Ми-8 | ВВС > 14-я А ВВС и ПВО > 37-я ОСАЭ | С 2015 г. Входит в 32 ОТСАП (Екатеринбург) |
| Новосибирск (Толмачёво)                 | УННТ                      | 3600х60 3607х45                        | Ми-24, Ми-8 | ВВС > 14-я А ВВС и ПВО > 337-й ОВП | |
| Новосибирск (Толмачёво)                 | УННТ                      | 3600х60 3607х45                        | Ми-8, Ан-26 | ФСБ > 3-й ОАО | |
| Новосибирск (Северный)                  | УНЦЦ                      |                                        | | Авиация ВВ МВД РФ > 10-я ОАЭ ОН ВВ МВД | В 2010 году аэродром закрыт, используется как вертолётная площадка НАРЗ. |
| Новосибирск (Ельцовка)                  | УННЕ                      |                                        | | | Опытный аэродром НАПО им. Чкалова. |
| Новосибирск (Кубовая) Пашино            | ЬННУ                      |                                        | Ми-8 | РВСН> 39-я РД> 207-я ОВЭ | Эскадрилья расформирована. |
| Норильск (Алыкель)                      | УООО                      | 3430х45                                | | ВВС > 14-я ОА ПВО > 22-я дПВО > 57-й ГИАП | Полк перебазирован в Алыкель в 1990 году, расформирован в 1993 году. Используется гражданской авиацией. |
| Обор                                    |                           | 1000×80                                | | 8-я ОСАЭ (в/ч 21901) | До 1994-го ОСАЭ базировалась в Гаровке, переведена в п. Обор и в 1998-м расформирована. |
| Озинки                                  | УВСО                      | 2800х300                               | Ми-8 | ВВС > ЧЦП > УЗ > СВВАУЛ > 437-й УВП | В 1998 году полк был расформирован. Аэродром разобран. |
| Оленья                                  | ЬЛМО                      | 3500х80                                | Ту-22М3, Ан-12, Ми-8, Ми-26 | ВВС > КДА > 6950 АвБ > Авиагруппа | Бывший аэродром МА СФ (924 гв. мрап) |
| Оловянная (Степь)                       | ЬИАС                      | 2500х40                                | Су-25 | ВВС > 4-я гв. А ВВС и ПВО > 21-я САД > 266-й ШАП | С 2013 года по настоящее время находится на реконструкции. Предположительно, до конца 2018 года. |
| Омск-Северный                           | УНОС                      | 3022х81                                | Ту-128, МиГ-31 | ПВО > 14-я ОА ПВО > 20-я дПВО > 64-й ИАП | Расформирован в 1991 г. |
| Омск-Северный                           | УНОС                      | 3022х81                                | Ми-8, Ан-2 | ВВС > 340-я ОВТАЭ | распущен в 2010 году |
| Омск-Северный                           | УНОС                      | 3022х81                                | Ан-26, Ан-72 | РВСН > 33-я РА > 105-я ОСАЭ → ВВС > 61-я ВА ВГК (ВТА) > 18-я ВТАД | |
| Оренбург-2                              | ЬВОН                      | 2500х42                                | Ил-76МД, Ан-12ПП, Ил-22ПП | ВВС > 61-я ВА ВГК (ВТА) > 18-я ВТАД > 117-й ВТАП | |
| Оренбург-2                              | ЬВОН                      | 2500х42                                | Ан-26, Ми-8 | РВСН > 31-я РА > 102-я ОСАЭ | расформирован 2009 |
| Орск-Первомайский, Оренбургская обл.    | ЬВОВ                      | 2500х50                                | | | Заброшен. ВПП в наличии |
| Остафьево                               | УУМО                      | 2050x48                                | Ан-26, Ан-24, Ан-12, Ан-72 | ВМФ > ЧЦП > 327-й ОТАП | Аэродром совместного базирования. |
| Переяславка                             | ЬХХП                      | 2500                                   | | ВВС > 11-я А ВВС и ПВО > 83-я БАД > 302-й БАП | 1 декабря 2009 года полк был расформирован. |
| Пермь (Большое Савино)                  | УСПП                      | 3200x49                                | МиГ-31 | ВВС > 2-е К ВВС и ПВО > 6980-я АвБ | Аэродром совместного базирования. (en) |
| Петровск                                | ЬВПП                      | 2000х40                                | Л-410 | ВВС > ЧЦП > УЗ > Балашовское ВВАУЛ > 478-й УАП | В 1998 полк был расформирован. Не используется. (en) |
| Петрозаводск (Бесовец)                  | УЛПБ                      | 2500х48                                | Су-27, Су-27П | ВВС > 1-е К ВВС и ПВО > 7000 АвБ | Аэродром совместного базирования. Код ИАТА: PESКод ИКАО: ULPB |
| Петропавловск-Камчатский (Елизово)      | УХПП                      |                                        | МиГ-31 | ВМФ > ВВС ТОФ > 865-й ИАП | |
| Петропавловск-Камчатский (Елизово)      | УХПП                      | Ил-38                                  | ВМФ > ВВс ТОФ > 317-й ОСАП | | |
| Петропавловск-Камчатский (Елизово)      | УХПП                      | Ка-27                                  | ВМФ > ВВС ТОФ > 175-я ОКПВЭ | | |
| Печора (Берёзовка)                      | ЬУЫП                      |                                        | А-50 | н/д | |
| Плесецк                                 | ЬЛАП                      | 2600х50                                | Ми-8МТВ, Ан-12, Ан-26 | 1-е К ВВС и ПВО > 17-я ОСАЭ | В 2014 году поглощенный в 33-м ОТСАП (Левашово) |
| Поворино                                | ЬУОП                      | 2500х40                                | н/д | н/д | Заброшен. |
| Подужемье                               |                           | 2500x48                                | н/д | н/д | Расформирован в 1994 году. Оставлена комендатура для охраны и поддержания запасным. Аэродром заброшен. |
| Правдинск (Истомино)                    | ЬУДП                      | 2500х48                                | МиГ-31 | 786 ИАП | В 2001 полк расформирован. В настоящее время аэродром охраняется, используется для прыжков спортсменами и Нижегородским кадетским корпусом |
| Прибылово                               | ЬЛЛЫ                      | 2000х50                                | Ми-6, Ми-8, Ми-24, Ан-26 | ВВС > 6-я А ВВС и ПВО > 332-й ОГТБВП | Расформирован |
| Приморско-Ахтарск                       | ЬРКП                      | 2500х40                                | Су-25 | ВВС > 4-я гв. А ВВС и ПВО > 1-я ГСАД > 960-й ШАП | |
| Пристань                                | н/д                       | н/д                                    | | ВМФ > ВВС ТОФ > 134-я ОГДРАЭ, 311-й ОМШАП, 173-й ОМШАП | В настоящее время не используется. |
| Псков                                   | УЛОО                      | 2514х44                                | Ил-76МД | ВВС > 61-я ВА ВГК (ВТА) > 12-я ВТАД > 334-й ВТАП | |
| Пугачёв                                 | УВСП                      | 500х30                                 | Ми-8, Ми-24 | ВВС > ЧЦП > УЗ > Сызранский ВАИ > 626-й УВП | |
| Пушкин                                  | УЛЛП                      | 2492х44                                | Ми-8Т, Ми-8ППА, Ми-8СМВ | ВВС > 6-я А ВВС и ПВО > 147-я ОВЭ РЭБ ВВС > ЧЦП > 20-й АРЗ | |
| Пущино                                  |                           |                                        | н/д | н/д | |
| Ржев                                    | ЬУЕР                      | 2515х49 2200х80                        | н/д | н/д | Используется АРЗ. |
| Ростов-на-Дону (Центральный)            | ЬРРО                      | 2500х44                                | Ми-8, Ми-26, Ан-12, Ан-26, Ан-72, Ан-148, Ту-134,Л-410, Ил-20                                                                   | ВВС > 4-я А гв. ВВС и ПВО > 30-й ОТСАП | |
| Ртищево                                 | ЬВПР                      | 2000x40                                | Л-410, Ан-26 | ВВС > КВВАУЛ > УАвБ (2 разряда) | |
| Ряжск                                   |                           |                                        | Л-29,Л-39 | ВВС > УЗ > Тамбовское ВВАУЛ > 127-й УАП | До 1990 года Борисоглебское ВВАУЛ. В настоящее время не используется. |
| Рязань (Дягилево)                       | УУБД                      | 3000x70                                | Ил-78 | ВВС > 37 ВА ВГК (СН) > 203-й ОГАП СЗ | |
| Рязань (Дягилево)                       | УУБД                      | 3000x70                                | Ту-95МС, Ту-22М, Ту-134УБЛ, Ан-26                                                                                               | ВВС > 37 ВА ВГК (СН) > 43-й ЦБПиПЛС | |
| Рязань (Протасово)                      | ЬУВП                      | 2000x42                                | Ми-8, Ми-24 | ВВС > КСпН > 16-я ВА > 865-я БРВ | |
| Саваслейка                              | ЬУДЕ                      | 2500x48                                | МиГ-31 | 54-й ИАП | |
| Савватия                                | УЛКС                      | 2500х48                                | МиГ-31 | ВВС > 6-я А ВВС и ПВО > 21-й кПВО > 458-й ИАП | Не используется. (en) |
| Саки (Новофёдоровка)                    |                           |                                        | Су-24, | ВМФ > ВВС ЧФ > 43-й ОМШАП | В 2014 году аэродром оккупирован ВМФ России. |
| Сальск                                  | ЬРРС                      | 2500х48                                | МиГ-23 | н/д | Аэродром разобран. |
| Самара (Бобровка)                       | ЬВВО                      | 2500x40                                | Су-15, МиГ-21, МиГ-23, МиГ-23П, Ми-8, Ми-24, Ми-26                                                                              | 683-й ИАП, 237-я ОВЭ, 2179-я БРС | |
| Самара (Кряж)                           | ЬВВЖ                      | 2100х40                                | Ан-2, Ми-2 | ВВС > ЧЦП > ЦСК ВВС > спортивный центр | |
| Самара (Рождествено)                    | ЬВВД                      | 1200х70                                | Ан-2, Ми-2 | ВВС > ЧЦП > ЦСК ВВС > спортивный центр | Использует частная авиация. |
| Саратов (Сокол)                         | ЬВСС                      | 2000x80                                | Ми-2, Ми-8, Ансат-У, Ка-226 | ВВС > ЧЦП > УЗ > Филиал ВУНЦ ВВС > УАГ в/ч 15566 | (en) |
| Саратов (Дубки)                         |                           |                                        | Ан-2 | вч.23238 ВТЭ ВДВ | Использует аэроклуб г. Саратова. |
| Светлоград                              | ЬРМС                      | 2800x60                                | Л-39 | | Принадлежал СВВАУЛШ до 1993 года. Заброшен. |
| Свободный                               |                           |                                        | Ми-8 | РВСН > 42-я РД > 225-я ОВЭ | |
| Североморск-1                           | ЬЛМД                      | 1925x80                                | Ан-12, Ан-26, Ил-38, Ту-134 | ВМФ > ВВС СФ > 403-й ОСАП | |
| Североморск-2                           | ЬЛМЕ                      | 3000х80                                | Ка-27, Ка-29 | ВМФ > ВВС СФ > 830-й ОКПЛВП | В 1998 году был закрыт. С 2024 года ведётся реконструкция. |
| Североморск-3                           | ЬЛМЖ                      | 2500х60                                | Су-25УТГ, Су-33 | ВМФ > ВВС СФ > 279-й КИАП | |
| Сеща                                    | ЬУВД                      | 3100x56                                | Ан-124, Ил-76М | ВВС > 61-я ВА ВГК (ВТА) > 12-я ВТАД > 566-й ВТАП | Деактивирован в 2010 году, восстановлен в 2014. |
| Сеща                                    | ЬУВД                      | 3100x56                                | Ан-124-100 | ВВС > 61-я ВА ВГК (ВТА) > 224 ЛО ВТА | Эскадрилья Ан-124-100 из 224 ЛО |
| Сиверский                               | УЛЛС                      | 2505х44                                | Су-24М | ВВС > 6-я А ВВС и ПВО > 67-й БАП | Расформирован в декабре 2009 года. Оставлена комендатура для охраны и поддержания запасным. |
| Славгород (Северный)                    |                           |                                        | | ВВС > ЧЦП > УЗ > Барнаульское ВВАУЛ > 59-й УАП | Аэродром закрыт. |
| Смоленск (Северный)                     | ЬУБС                      | 2500x49                                | Ил-76 | ВВС > 103-й ГВТАП | Расформирован. Самолеты переданы в Оренбург и Таганрог, Тверь. Базируется экспериментальная лётно-испытательная станция Смоленского авиазавода. |
| Советская Гавань (Каменный Ручей)       | УХКГ                      | 3400х80                                | Ил-28, Ту-16, МиГ-17СДК, Ту-142, Ту-142М, Ту-104, Ту-22М2, Ту-22М3, Ту-142МР, Ту-142МЗ, Ан-12ПС, Ми-14ПС, Ка-27ПС, Ми-8Т, Ан-26 | ВМФ > ВВС ТОФ > 143-я МРАД > 568-й МРАП, 570-й МРАП, 269-я ОИАЭ ; 310-й ОПЛАП ДД, 355-я ОСАЭ; затем 568-й ОСАП, 7061-я АвБ ТОФ | Ту-22МЗ переданы на АвБ Белая. Требует реконструкции. |
| Советская Гавань (Постовая)             | ЬХКП                      | 2456х44                                | МиГ-3, ЛаГГ-3, МиГ-17, Су-9, МиГ-21, МиГ-23МЛ, Ми-8МТВ                                                                          | ВМФ > ВВС ТОФ > 15-я ИАД > 41-й ИАП; ПВО > 11-я ОА ПВО > 41-й ИАП, 308-й ИАП | 41-й ИАП сменил 308-й ИАП, затем расформирован в 1994 году, аэродром законсервирован. В 1990-х годах на базе аэродрома работал детский военно-патриотический клуб на Як-52, Ан-2.                                                                      |
| Соль-Илецк, Оренбургская обл.           |                           | 2200х40                                | | | Не используется, ВПП демонтирована. |
| Сольцы                                  | ЬЛЛЛ                      | 3000х80                                | Ту-22М3 | ВВС > 37 ВА ВГК (СН) > 22-я ГТБАД > 840-й ТБАП | Оставлена комендатура для охраны и поддержания запасным. |
| Сочи (Адлер)                            | УРСС                      | 2200х49 2890х50                        | н/д | н/д | Использует гражданская авиация. |
| Спасск-Дальний                          |                           | 3050×60                                | | | Заброшен |
| Средне-Белая                            |                           |                                        | Ми-8, Ми-24 | ВВС > 11-я А ВВС и ПВО > 394-й ОВП | Полк расформирован. |
| Ставрополь (Шпаковское)                 | УРМТ                      | 2600х48                                | н/д | н/д | Аэродром совместного базирования. |
| Степь                                   | ЬИАЦ                      | 2500х40                                | МиГ-27 > (с09.1995г) Су-25 | 23-я ВА ЗабВО > 266-й АПИБ → (с09.1995г) 266-й ОШАП | перебазирован 04.1990г., в 2010г. расформирован, АТ и ЛС перебазирован в Домну. В настоящее время находится на реконструкции. Планируется увеличение ВПП до 3000 метров. По окончании строительных работ планируется перевести назад 266 ОШАП на СУ-25 |
| Ступино                                 | ЬУМИ                      | 2145х40 2000х50                        | н/д | 436-й ОТАП → 106-я ОТАЭ | Расформирована в 1998 году. Аэродром используется частной авиацией. |
| Сызрань (Троекуровка)                   | ЬВВС                      | 2000x40                                | Ми-8, Ми-24 | ВВС > ЧЦП > УЗ > Сызранский ВАИ > 484-й УВП | |
| Таганрог (Центральный)                  | ЬРРЦ                      | 2505х44                                | Ил-76МД | ВВС > 61-я ВА ВГК (ВТА) > 18-я ВТАД > 708-й ВТАП | |
| Тамбов                                  | ЬУОМ                      | 2500х47                                | Л-39, Ан-26, Ту-134УБЛ | ВВС > 37-я ВА ВГК (СН) > 3119-я АвБ | |
| Татищево                                |                           |                                        | Ми-8 | РВСН > 60-я РД > 10-я ОВЭ | Расформирован в 2011 году. |
| Тверь (Мигалово)                        | УУЕМ                      | 2500x49                                | Ил-76МД | ВВС > 61-я ВА ВГК (ВТА) > 12-я ВТАД > 196-й ГВТАП | |
| Тверь (Мигалово)                        | УУЕМ                      | 2500x49                                | Ан-22 , Ан-124-100 | ВВС > 61-я ВА ВГК (ВТА) > 12-я ВТАД > 76-я ОГВТАЭ | |
| Тверь (Мигалово)                        | УУЕМ                      | 2500x49                                | Ил-76МД | ВВС > 61-я ВА ВГК (ВТА) > 224 ЛО ВТА | 224 ЛО ВТА есть звени в Твери, Пскове, Оренбурге, Таганроге, Ульяновске и Сеще |
| Тверь (Мигалово)                        | УУЕМ                      | 2500x49                                | Ан-12, Ан-26, Ту-134 | ВВС > 61-я ВА ВГК (ВТА) > ? БХАТ | |
| Тейково                                 | ЬУДТ                      | 110x20                                 | Ми-8 | РВСН > 54-я РД > 60-я ОВЭ | Расформирован в 2011 году. |
| Теренсай, Оренбургская обл.             |                           | 3000х80                                | | | Не используется, ВПП демонтирована. |
| Тикси                                   | УЕСТ                      |                                        | Ан-12, Ми-8 | ВВС > 37 ВА ВГК(СН) > Оперативная группа в Арктике > 199-я АвБ | |
| Тихорецк                                | УРКТ                      | 2500х48                                | Л-39 | ВВС > КВВАУЛ > УАвБ (2 разряда) | |
| Торжок                                  | ЬУЕТ                      | 528x32 522x32                          | Ми-4, Ми-6, Ми-8, Ми-24, Ми-35, Ми-26, Ми-28, Ка-27, Ка-50, Ка-52                                                               | ВВС > ЧЦП > 344-й ЦБП и ПЛС АА > 696-й ИИВП | |
| Тоцкое-2, Оренбургская обл.             |                           |                                        | МиГ-23 | ВВС > 1080-й УАЦ ПЛС > 281-й ИИАП | Полк расформирован в 1994 году |
| Тоцкое-2, Оренбургская обл.             | Су-24                     | ВВС > ВВС ПриВО > 976-й БАП            | В 1996 году передислоцирован с аэродрома Упрун, в том же году расформирован.                                                    | | |
| Тоцкое-2, Оренбургская обл.             |                           | ВВС > ЧЦП > 2881-я БРВ                 | БРВ перенесена на аэродром Чебеньки.                                                                                            | | |
| Троицк                                  | ЬСЦТ                      | 2000x60 758x47 786x40                  | Ми-6, Ми-8 | ВВС > 5-я А ВВС и ПВО > 113-й ОВП → 316-я ОВЭ → 933 АвБ | 933 АвБ реорганизована и перебазирована в Каменск-Уральский. |
| Троицк                                  | ЬСЦТ                      | 2000x60 758x47 786x40                  | Ми-8, Ми-24 | ВВС > 5-я А ВВС и ПВО > 199-я ОВЭ → 933 АвБ | 933 АвБ реорганизована и перебазирована в Каменск-Уральский. |
| Тула (Клоково)                          | УУБТ                      | 1800x50                                | Ми-8, Ми-24 и Ми-26 | ВВС > КСпН > 16-я ВА > 490-й ОВП БиУ | Часть расформирована, ЛС и АТ переданы в АвБ Вязьма (Двоевка). |
| Тула (Клоково)                          | УУБТ                      | 1800x50                                | Ан-2 | Авиация ВДВ > 110-я ОВТАЭ | |
| Тушино                                  | УУУС                      | 1300x60                                | н/д | н/д | |
| Ужур                                    | ЬНКР                      |                                        | Ми-8 | РВСН > 62-я РД > 68-я ОВЭ > АвКмд | Эскадрилья расформирована, ЛС и АТ переданы АвБ (АА) Толмачёво. |
| Украинка                                | ЬХБУ                      | 3500х60                                | Ту-95МС | ВВС > 37 ВА ВГК (СН) > 326-я ТБАД > 182-й ГТБАП | |
| Украинка                                | ЬХБУ                      | 3500х60                                | Ту-95МС | ВВС > 37 ВА ВГК (СН) > 326-я ТБАД > 79-й ТБАП | |
| Улан-Удэ (Восточный)                    | ЬИУВ                      | 2700х70                                | Ту-134, Ми-8 | н/д | |
| Ульяновск (Восточный)                   | УВЛВ                      | 5000x105                               | Ил-76МД , Ил-76МД-90А | ВВС > 61-я ВА ВГК (ВТА) > 18-я ВТАД > 235-й ВТАП | |
| Упрун                                   |                           | 2500x40                                | Ту-134ш | ВВС > ЧЦП > ЧВВАУШ > 607-й УАП | Сформирован в 1982 году. Расформирован в 1992 году |
| Упрун                                   | Су-24                     | 2500x40                                | ВВС > 1080-й УАЦ ПЛС > 976-й БАП                                                                                                | Выведен 06.1992 г. из Кюрдамира. В 1996 г. передислоцирован в Тоцкое-2 | |
| Упрун                                   | Ан-12, Ан-24              | 2500x40                                | ВВС > 5-я А ВВС и ПВО > 320-я ОТАЭ → 80-я АвБ                                                                                   | Выведена 01.1998 г. из Кустаная. Расформирована 12.2009 г. | |
| Упрун                                   | Ми-8, Ми-26               | 2500x40                                | 48-я авиационная база армейской авиации ЦВО → 14-я армия ВВС и ПВО ЦВО > 17-я бригада армейской авиации                         | 48-я авиационная база армейской авиации ЦВО (Каменск-Уральский), сформированная 1 декабря 2011 года, включала 2-ю вертолетную эскадрилью в Упруне. В декабре 2018 г. 48-я АБ переформирована в 17-ю бригаду армейской авиации.                                                                                            | |
| Федотово                                | ЬЛВФ                      | 3494х56                                | Ту-142МК, Ту-142МР | ВМФ > ВВС СФ > 73-я ОПЛАЭ | |
| Хабаровск-Центральный                   |                           | 2410х36                                | Ан-12, Ан-26, Ту-134, Ту-154, Ил-20                                                                                             | ВВС > 3-е К ВВС и ПВО > АГ 6983-й гв. АвБ → 11-я А ВВС и ПВО > 35-й ОТСАП | |
| Хабаровск-Центральный                   | Ми-8, Ми-26, Ка-52        | 2410х36                                | ВВС > 3-е К ВВС и ПВО > 573-я АвБ (АА)                                                                                          | Сформирована на базе 825-го ОТБВП | |
| Хибины                                  | УЛМК                      | 2496х42                                | н/д | н/д | Используется гражданской авиацией. |
| Хмеймим (Сирия)                         | ХКУЭ                      | 2410х36 2715х47                        | Су-25, Су-27, Су-30, Су-34, Ми-8, Ми-24, Ми-35, Ми-28н, Ка-52                                                                   | н/д | На аэродроме расположена Российская авиагруппа в Сирии. |
| Холодногорский                          | ЬРМХ                      | 2400x48                                | Л-39 | | Принадлежал СВВАУЛШ до 1993 г. |
| Хотилово                                | ЬУЕХ                      | 2500x47                                | МиГ-31, Су-27 | ПВО > МО ПВО > 32-й кПВО > 790-й ИАП | |
| Хороль                                  | ЬХИЛ                      | 3714х70                                | Ту-95РЦ, Ту-16 | ВМФ > ВВС ТОФ > 304-й ОДРАП ВМФ > ВВС ТОФ > 25 МРАД > 141-й ГМРАП | Аэродром готовился по программе ВКС "Буран". Сейчас полностью заброшен. |
| Храброво                                | ЬМКК                      | 2500х60                                | Ан-2, Ан-12, Ан-24, Ан-26, Бе-12, Ми-8                                                                                          | ВМФ > ВВС БФ > 398-я ОТАЭ | Аэродром совместного базирования. |
| Хурба                                   | УХКК                      | 2500х40                                | Су-24М2 | ВВС > 3-е К ВВС и ПВО > управление 6983 гв. АвБ (1 разряда) | |
| Центральная Угловая (Артём)             | ЬХИУ                      | 2450х36                                | Су-27, Су-27СМ, МиГ-31 | ВВС > 11-я А ВВС и ПВО > 23-й кПВО > 22-й ГИАП | |
| Центральный аэродром имени М. В. Фрунзе | ЬУМФ                      | 1802х80                                | | | Закрыт в 2003 году. |
| Чебеньки, Оренбургская обл.             | ЬВОИ                      | 2500x40                                | Ми-6, Ми-8, Ми-14ПС | ВВС > 5-я А ВВС и ПВО > 118-я ОВЭ | Эскадрилья расформирована в 2009 году ЛС и АТ переданы в Троицк. |
| Чебеньки, Оренбургская обл.             | ЬВОИ                      | 2500x40                                | Су-24, МиГ-23, МиГ-27, Су-17.                                                                                                   | ВВС > 5-я А ВВС и ПВО > 4215-я БРС > 202-я АвКмд | База разделки авиационной техники |
| Черниговка                              | ЬХИИ                      | 2500х44                                | Су-25, Су-25СМ | 11-я А ВВС и ПВО > 303-я ГСАД > 18-й ШАП | |
| Черниговка                              | ЬХИИ                      | 2500х44                                | Ми-8АМТШ, Ка-52 | 11-я А ВВС и ПВО > 575 АвБ (АА) | |
| Черняховск                              | ЬМВХ                      | 2500х42                                | Су-24 | ВМФ > ВВС БФ > 4-й ОМШАП | |
| Чита-1 (Черёмушки)                      | ЬИАИ                      | 2510х40                                | Ми-24, Ми-8амтш | 11-я А ВВС и ПВО > 439-я АвБ | |
| Чкаловск                                | ЬМВБ                      | 3000х60 2600х100                       | Су-27 | ВМФ > ВВС БФ > 689-й ОИАП | |
| Чкаловск                                | ЬМВБ                      | 3000х60 2600х100                       | Ми-8, Ми-24 | ВМФ > ВВС БФ > 125-я ОВЭ | |
| Чкаловский                              | УУМУ                      |                                        | Ил-62, Ил-76, Ту-134 Ту-154, Ил-20, Ил-22, Ил-82, Ил-80                                                                         | ВВС > ЧЦП > 8-я АДОН > 6991-я АБ (353-й, 354-й АПОН, 226-й ОСАП), 223-й ЛО | |
| Чкаловский                              | УУМУ                      | Ил-76МДК, Ту-154, Ту-134, Л-39         | ВВС > ЧЦП > РГНИИ ЦПК > 70-й ОИТАП ОН                                                                                           | | |
| Чугуевка (Соколовка)                    |                           |                                        | МиГ-25, Су-27, МиГ-31 | 530-й ИАП | |
| Шагол                                   | УСЦГ                      | 2500x40                                | Ту-134Ш, Ан-26Ш, Ту-134УБЛ | ВВС > ЧЦП > УЗ > Челябинский ВАИШ | |
| Шагол                                   | УСЦГ                      | 2500x40                                | Су-24М, Су-24МР, Су-34 | ВВС > 14-я А ВВС и ПВО > 2-й САП | |
| Шадринск                                |                           | 2500х40                                | Ту-124Ш, Ту-134Ш | ВВС > ЧВВАУШ > 108-й УАП | Расформирован в 1989г. |
| Шадринск                                | Ил-76                     | 2500х40                                | ВВС > ВТА > 600-й ВТАП | Расформирован в 1998г. Аэродром заброшен, ВПП демонтирована полностью. | |
| Шайковка                                | ЬУБЙ                      |                                        | Ту-22М3 | ВВС > 37-я ВА ВГК (СН) > 22-я ГТБАД > 52-й ГТБАП | |
| Шаталово                                |                           |                                        | Су-24МР, МиГ-25РБ, Су-35, Ан-30, Су-34.                                                                                         | ВВС > КСН > 16-я ВА > 47-й ОРАП | вновь сформирован, самолеты прибыли из Воронежа и Мончегорска |
| Энгельс-2                               | ЬВСГ                      | 3500x100                               | Ту-160 | ВВС > 37-я ВА ВГК(СН) > 22-я ГТБАД > 121-й ГТБАП | |
| Энгельс-2                               | ЬВСГ                      | 3500x100                               | Ту-95МС, | ВВС > 37-я ВА ВГК(СН) > 22-я ГТБАД > 184-й ТБАП | |
| Эребуни (Армения)                       | UDYE                      | 2780x40                                | МиГ-29, Ми-8, Ка-52, Ми-24, Ил-76                                                                                               | ВВС > 4-я А гв. ВВС и ПВО > 3624-й АвБ > 426 А.Гр. | МиГ-29 будет заменен Су-30СМ в 2020-2021 гг. |
| Юрья                                    |                           |                                        | Ми-8 | РВСН > 8-я РД > 224-я ОВЭ | Эскадрилья расформирована. |
| Ярославль (Туношна)                     | УУДЛ                      | 3000x44                                | Ил-76, Ан-72, Ил-18 | ВВС > ЧЦП > ? БХР БПЛА | Аэродром совместного базирования. |
| Ясный, Оренбургская обл.                | ЬВТЙ                      | 210х64                                 | Ми-8 | РВСН > 13-я РД > 84-я ОВЭ | Эскадрилья расформирована, ЛС и АТ и переданы в АвБ Каменск-Уральский. |

### Сокращения
А — армия

АА — армейская авиация

АББПС ДРЛО — авиабаза боевого применения самолётов дальнего радиолокационного обнаружения

АвБ — авиационная база

АвКмд — авиационная комендатура

АГ — авиагруппа

АДОН — авиадивизия особого назначения

АП — авиаполк

АПОН — авиаполк особого назначения

АТ — авиатехника
БАД — бомбардировочная авиадивизия

БАП — бомбардировочный авиаполк

БРВ — база резерва вертолётов

Бр АА — бригада армейской авиации

БРС — база резерва самолётов

БиУ — боевого и управления

БФ — Балтийский флот

БХАТ — база хранения авиатехники

БХВ — база хранения вертолётов

БХР БПЛА — база хранения и ремонта беспилотных летательных аппаратов
ВА — воздушная армия

ВАИ — военный авиационный институт

ВГК (СН) — Верховного Главного командования (Стратегического назначения)

ВНИЦ — военный научно-исследовательский центр

ВП — вертолётный полк

ВРХБЗ — войска радиационной, химической и биологической защиты

ВТ — военно-транспортный

ВТА — военно-транспортная авиация

ВТАБ — военно-транспортная авиабаза

ВТАД — военно-транспортная авиадивизия

ВТАП — военно-транспортный авиаполк
Г, гв. — гвардейский

ГЛИЦ — Государственный летно-испытательный центр
дПВО — дивизия ПВО
И — инструкторский

ИАП — истребительный авиационный полк

ИИВП — инструкторско-исследовательский вертолетный полк

ИИВЭ — инструкторско-исследовательская вертолетная эскадрилья

ИИСАП — исследовательско-инструкторский смешанный авиаполк
КВ — космические войска

КИАП — корабельный истребительный авиационный полк

КСпН — Командование специального назначения

кПВО — корпус ПВО
ЛО — лётный отряд

ЛС — личный состав
МРАП — морской ракетоносный авиационный полк
н/д — нет данных
О — отдельный

ОА — отдельная армия

ОАЭ — отдельная авиаэскадрилья

ОВТАЭ — отдельная военно-транспортная авиаэскадрилья

ОВЭ — отдельная вертолётная эскадрилья

ОГМРАП — отдельный гвардейский морской ракетоносный авиационный полк

ОДРА — отдельный дальний разведывательный авиационный отряд

ОДБАП — отдельный дальний бомбардировочный авиационный полк 

ОИАП — отдельный истребительный авиационный полк

ОИТАПОН — отдельный испытательно-тренировочный авиаполк особого назначения

ОКПВП — отдельный корабельный противолодочный вертолетный полк

ОКПВЭ — отдельная корабельная противолодочная вертолетная эскадрилья

ОМШАП — отдельный морской штурмовой авиационный полк

ОМШАЭ — отдельная морская штурмовая авиационная эскадрилья

ОПАП — отдельный противолодочный авиационный полк

ОПАЭ — отдельная противолодочная авиационная эскадрилья

ОПВП — отдельный противолодочный вертолетный полк

ОСАП — отдельный смешанный авиаполк

ОСАЭ — отдельная смешанная авиаэскадрилья

ОТАП — отдельный транспортный авиаполк

ОТАЭ — отдельная транспортная авиаэскадрилья

ОТБВП — отдельный транспортно-боевой вертолётный полк

ОТЭ — отдельная транспортная эскадрилья
Р — разведывательный

РА — ракетная армия

РД — ракетная дивизия

РГНИИ ЦПК — Российский государственный научно-исследовательский испытательный центр подготовки космонавтов

САД — смешанная авиадивизия
САП — смешанный авиационный полк

СВ — сухопутные войска

СФ — Северный флот
ТБАД — тяжёлая бомбардировочная авиадивизия

ТБАП — тяжёлый бомбардировочный авиаполк

ТБВП — транспортно-боевой вертолётный полк

ТОФ — Тихоокеанский флот
УАП — учебный авиационный полк

УАЦ — учебный авиационный центр

УВП — учебный вертолётный полк

УЗ — Учебные заведения

УЦБП — учебный центр боевого применения
ЦБПиБП — центр боевой подготовки и боевого применения

ЦБПиПЛС — центр боевой подготовки и переучивания летного состава

ЦБПиПЛС БПС — центр боевого применения и переучивания личного состава частей беспилотных самолетов

ЦПАТ — центр показа авиационной техники

ЦПЛИ — центр подготовки летчиков-испытателей

ЦППЛС ВТА — Центр подготовки и переучивания летного состава Военно-транспортной авиации

ЦСК — Центральный спортивный клуб
ЧЦП — части центрального подчинения

ЧФ — Черноморский флот
ШАП — штурмовой авиаполк

Примечания
*Для аэродромов, имеющих код ИКАО (начинающийся с буквы «У»), указан код ИКАО, а для остальных — индекс госаэродрома (начинающийся с буквы «Ь»), если он известен.

**Курсивом выделены расформированные (ныне не существующие) подразделения.
Красным цветом выделены заброшенные (закрытые) аэродромы.